# Blaise Compaoré
Blaise Compaoré (* 3. února 1951 Ziniaré, Francouzská Horní Volta, dnešní Burkina Faso) je bývalý burkinafaský politik a voják, který v letech 1987 až 2014 působil jako 2. prezident afrického státu Burkina Faso. Byl blízkým spolupracovníkem Thomase Sankary, v roce 1987 však vedl státní převrat, během nějž byl Sankara zabit. Po jeho smrti se chopil vlády, během které uplatňoval tzv. politiku "nápravy", čímž se odklonil od dřívější Sankarovy levicově orientované vlády. V prezidentských volbách dokázal zvítězit i v letech 1991, 1998, 2005 a 2010, během těchto voleb ovšem dle pozorovatelů panovaly neférové podmínky.
Jeho pokus o změnu ústavy v roce 2014 za účelem prodloužení svého funkčního období vedl k rozsáhlým povstáním. V reakci na tyto nepokoje 31. října 2014 po 27 letech vlády rezignoval a uprchl do Pobřeží slonoviny, kde získal občanství. V dubnu 2022 byl speciálním vojenským tribunálem Burkiny Faso shledán vinným ze spoluúčasti na vraždě Sankary.
Compaorého odkaz je v Burkině Faso vnímán různorodě, část obyvatel mu připisuje zásluhy za stabilitu a rozvoj země, jiní kritizují jeho politiku nedodržování lidských práv a jeho roli v politické historii země.

## Mládí
Compaoré se narodil 3. února 1951 ve městě Ziniaré v Horní Voltě. Jeho otec byl válečným veteránem za druhé světové války. Studoval na katolické škole ve městě Fada N'gourma a poté na lyceu v Ouagadougou. V patnácti letech mu náhle zemřela matka, o několik let později i otec. Compaoré se následně velmi sblížil s rodinou Thomase Sankary, jehož otec Joseph ho považoval za vlastního syna. 

### Politické začátky
Po vyloučení z lycea Compaoré absolvoval základní vojenský výcvik. Během něj se rozhodl pro vojenskou kariéru a pokračoval ve studiu na vojenské akademii v kamerunském Yaoundé, kde se seznámil s Henrim Zongem a odborovým předákem Soumanem Tourém. Po skončení pohraničních střetů mezi Horní Voltou a Mali v Agacheru v roce 1974 byl Compaoré jako voják vyslán na sever od města Ouahigouya, kde se seznámil s Thomasem Sankarou, s nímž navázal blízké přátelství. Za Sankaraova vedení v letech 1983-1987, byl Compaoré jeho státním tajemníkem a členem Národní revoluční rady. Byl také ministrem sttu  a následně ministrem spravedlnosti.
Sehrál významnou roli při státních převratech proti Saye Zerbovi a Jeanu-Baptistovi Ouedraogovi. Od roku 1985 je ženatý s Chantal Compaoré (rozenou Chantal Terrasson de Fougères).

## Politická kariéra
Compaoré ve svém programu oficiálně hodlal obnovit socialistickou revoluci zahájenou Sankarou, v praxi však mnoho státních podniků zprivatizoval, přijal ekonomická úsporná opatření a navázal užší vztahy se západními zeměmi, především s Francií.
Původní snaha zavést v zemi jednostranický systém narazila na široký odpor, a tak musel r. 1991 Compaoré souhlasit s konáním pluralitních voleb. Jednání vlády a opozice o přechodném uspořádání země při její demokratizaci bylo neúspěšné a vyústilo v ozbrojené nepokoje a opoziční bojkot voleb. Compaoré tak byl bez protikandidáta zvolen prezidentem, voleb se však účastnilo jen malé procento voličů. Znovuzvolen byl v letech 1998, 2005 a 2010.
Compaoré oficiálně zavrhl marxismus, pokračoval v liberalizaci ekonomiky a zapojil Burkinu Faso do restrukturalizačních projektů Světové banky.

### Převrat v roce 1983
4. srpna 1983 zorganizoval Blaise Compaoré státní převrat, při kterým byl svržen major Jean-Baptiste Ouedraogo. Převrat byl podpořen ze strany Libye, která se tehdy ocitla na pokraji války s Francií v Čadu. Mezi další klíčové účastníky patřili kapitán Henri Zongo, major Jean-Baptiste Boukary Lingani a kapitán Thomas Sankara, který byl později prohlášen prezidentem.
Během války o agacherský výběžek s Mali v prosinci 1985 velel Compaoré burkinafským vojákům, kteří se rozdělili do malých skupin a proti malijským jednotkám používali partyzánské taktiky.

### Převrat v roce 1987
Oficiálně se Compaoré chopil moci dne 15. října 1987 v převratu, během něhož byl zabit Thomas Sankara. Za důvod převratu bylo uvedeno zhoršení vztahů s Francií a sousedním Pobřežím slonoviny. Compaoré popsal Sankarovu smrt jako „nehodu“, okolnosti této události ale nikdy nebyly řádně prošetřeny.[zdroj?] Po nástupu do prezidentské funkce zrušil řadu Sankarových reforem a tvrdil, že jeho politika představuje „nápravu“ burkinafské revoluce.

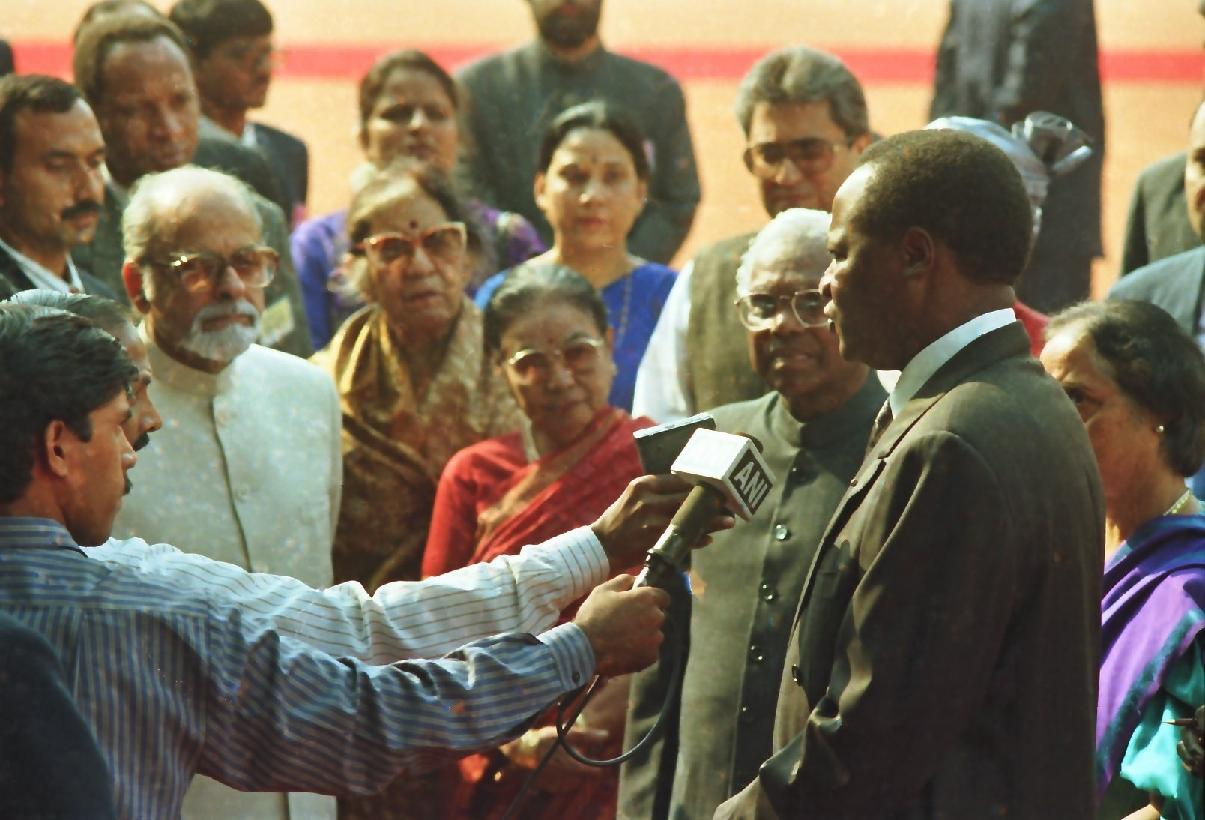
Compaoré během státní návštěvy Indie v roce 1997

Zpočátku vládl formou „trojvládí“ společně s Henri Zongem a Jean-Baptistem Boukary Linganim; v září 1989 byli oba spolupracovníci zatčeni, obviněni z přípravy státního převratu, postaveni před krátký soud a popraveni.

### Počátky vlády (90. léta)
V říjnu 1987 Compaoré spolu s dalšími založil novou politickou stranu s názvem Lidová fronta, která se opírala o komunistické a marxisticko-leninské ideje. Zavázal se pokračovat v cílech revoluce, avšak napravit politiku, kterou považoval za odchylky od původních záměrů Thomase Sankary. V září 1989, během Compaorého návratu z dvoutýdenní cesty po Asii, se rozšířily zvěsti o plánovaném převratu proti jeho vládě, údajní spiklenci byli zatčeni ještě tentýž den. Tato událost vedla k přestavbě vládního aparátu.
V roce 1990 představil Compaoré omezené demokratické reformy. Během června roku 1991 oznámil, že Burkina Faso přijme novou ústavu.
V 90. letech Compaoré podporoval povstalce v Sieře Leone během tamní občanské války. Konflikt si vyžádal přes 45 000 obětí a trval 11 let. Skrze zásilky zásob a vojáků pomohl také Charlesu Taylorovi, který vystupoval v první občanské válce v Libérii a kterého zároveň představil liberijskému diktátorovi Kaddáfimu.
Prezidentem Burkiny Faso byl Compaoré zvolen v roce 1991 ve volbách, které byly tvrdě bojkotovány hlavními opozičními stranami na protest proti spornému způsobu, jakým se Compaoré dostal k moci. Účast voličů činila pouze 25 %. V roce 1998 byl znovuzvolen na další sedmileté období.
Mezi lety 1998 a 1999 vypuklo v zemi povstání vyvolané ekonomickými problémy. Došlo k mnoha protestům, nepokojům, stávkám, shromážděním a pochodům, které zasáhly celou zemi. Mnoho demonstrantů ničilo vládní majetek a domy. Tyto události představovaly jednu z největších výzev, kterým Compaorého vláda čelila.

### 2000–2010
Compaoré souhlasil se spoluprací s kontrolními orgány OSN ohledně vývozu zbraní poté, co byl on a jeho vláda obviněni z pašování zbraní povstalcům v Sieře Leone a Angole. Jen týden předtím se Compaoré setkal s německými, francouzskými a unijními představiteli, kteří vyjádřili své obavy, že země porušila embargo na dodávky zbraní povstalcům v Sieře Leone a k hnutí UNITA.
V roce 2003 bylo zatčeno několik údajných spiklenců, kteří byli obviněni z plánování převratu proti Compaorému. Soud se konal během dubna následujícího roku a viníci při něm byli shledáni vinnými. Před soudem se shromáždilo mnoho sympatizantů, kteří obžalované povzbuzovali.

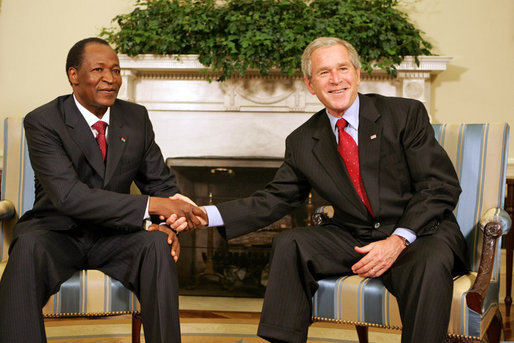
Compaoré na setkání s Georgem W. Bushem v červenci 2008

V srpnu 2005 oznámil Compaoré záměr znovu kandidovat na prezidenta. Opoziční politici jeho rozhodnutí označili za protiústavní s odkazem na ústavní dodatek z roku 2000, který omezoval počet prezidentských mandátů na dva a zkracoval délku funkčního období ze sedmi na pět let. Compaorého příznivci proti tomu argumentovali, že tento dodatek nelze uplatnit zpětně. V říjnu 2005 ústavní rada rozhodla, že vzhledem k tomu, že Compaoré byl v úřadu již před rokem 2000, může kandidovat ještě jednou. 13. listopadu 2005 byl Compaoré prezidentem znovuzvolen, když porazil 12 protikandidátů a získal 80,35 % hlasů. Přestože byla utvořena koalice šestnácti opozičních stran s cílem Compaorého sesadit, žádný z lídrů se nechtěl vzdát kandidatury ve prospěch jiného, což vedlo k rozpadu koalice. Po vítězství složil Compaoré prezidentskou přísahu na další funkční období dne 20. prosince 2005.
V roce 2008 vypukly rozsáhlé protesty kvůli vysokým životním nákladům a požadavkům na zvýšení mezd. Compaoré reagoval půlročním pozastavením dovozních daní na potraviny a zvýšením podpory u komodit, jako voda a elektřina.

#### Výkupné za španělské rukojmí
Významnou roli hrál Compaoré při únosu dvou španělských humanitárních pracovníků v Burkině Faso během listopadu 2009. Okamžitě bylo zahájeno pátrání po únoscích. Těsně před osvobozením rukojmích utekl jejich únosce Ould Sid Ahmed Ould Hama do Mali, kde byl zatčen a odsouzen na 12 let vězení. Později vyvstalo najevo, že výkupné za dvojici pracovníků zaplatil právě Compaoré, přičemž rukojmí byli převezeni do prezidentského paláce kde dostali mobilní telefony. Oba prezidentovi za zaplacení výkupného poděkovali.

### Závěrečná léta vlády (2010–2014)

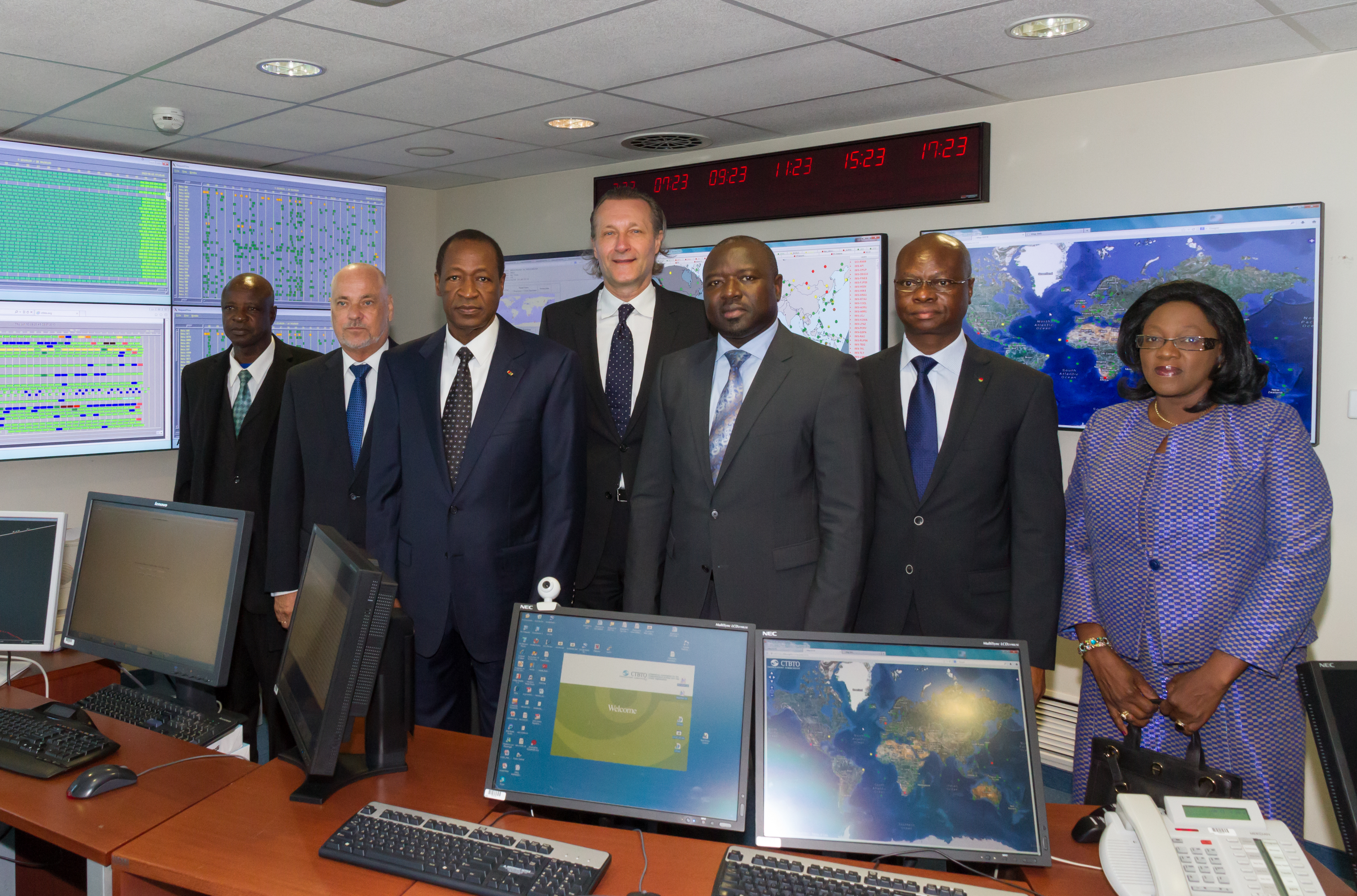
Compaoré na návštěvě CTBTO v roce 2013

Během svých posledních let na postu prezidenta Compaoré oznámil zřízení nového Senátu s 89 členy, z nichž 29 mělo být jmenováno prezidentem, ostatní voleni místními politiky.
Protesty v roce 2011
Dne 14. dubna 2011 bylo oznámeno, že Compaoré uprchl z hlavního města Ouagadougou do svého rodného města Ziniaré poté, co začali vzbouření členové jeho osobní stráže protestovat v kasárnách kvůli nevyplaceným příspěvkům. Nepokoje se následně rozšířily i na prezidentský areál a další vojenské základny. V noci byly z prezidentského areálu hlášeny přestřelky a byl viděn odjíždějící sanitní vůz. Vojáci rovněž rabovali v obchodech ve městě.

#### Protesty v roce 2014
V červnu 2014 vyzvala Compaorého vládní strana, Kongres pro demokracii a pokrok (CDP), aby uspořádal referendum, které by mu umožnilo změnit ústavu a ucházet se tak o znovuzvolení v roce 2015, jinak by byl nucen odstoupit z důvodu ústavního omezení počtu funkčních období.

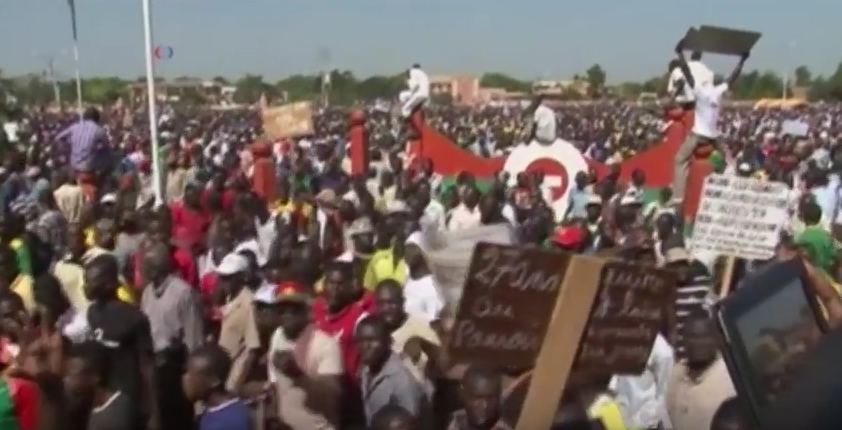
Protesty v hlavním městě Ouagadougou proti Compaorého snaze o změnu ústavního pořádku, 2014

30. října 2014 se mělo Národní shromáždění návrhem na změnu ústavy, která by Compaorému umožnila znovu kandidovat na prezidenta v roce 2015 zabývat. Odpůrci proti projednávání protestovali tím, že vtrhli do budovy parlamentu v hlavním městě Ouagadougou, založili uvnitř požáry a vyrabovali kanceláře. BBC informovala o hustém kouři vycházejícím z budovy. Mluvčí opozice Pargui Emile Paré protesty popsal jako „černé jaro Burkiny Faso", při čemž odkazoval na sérií revolucí v arabských zemích, známou jako arabské jaro“.
Compaoré na události zareagoval stažením návrhu na změnu ústavy, rozpuštěním vlády, vyhlášením výjimečného stavu a nabídkou spolupráce s opozicí na řešení krize. Později téhož dne oznámila armáda pod vedením generála Honorého Traorého, že zřídí přechodnou vládu, a že Národní shromáždění bylo rozpuštěno. Generál předpokládal „návrat k ústavnímu pořádku“ do jednoho roku. Neuvedl však, jakou roli, pokud vůbec nějakou, pro Compaorého během přechodného období předpokládá. Sám Compaoré prohlásil, že je po skončení přechodního období připraven opustit úřad.
31. října Compaoré oznámil, že opouští prezidentský úřad a že v zemi vzniklo „mocenské vakuum“. Zároveň vyzval k „svobodným a transparentním“ volbám do 90 dnů. Dočasným hlavou státu se poté stal důstojník prezidentské gardy Yacouba Isaac Zida. Objevily se zprávy o těžce ozbrojené koloně vozidel, která údajně vezla Compaorého směrem na jih do města Pô, kolona však ještě před městem změnila svůj směr a Compaoré následně za podpory prezidenta Alassana Ouattary uprchl do Pobřeží slonoviny.
O týden později zveřejnil magazín Jeune Afrique rozhovor, v němž Compaoré tvrdil, že „část opozice spolupracovala s armádou“ na jeho svržení, a dodal, že „historie ukáže, zda měli pravdu“. Dále uvedl, že by „ani svému největšímu nepříteli nepřál stát na místě Zidy“.
První hlavou státu, která po Compaorém setrvala ve funkci déle než po krátkodobé období, byl Roch Marc Christian Kaboré, a to od 29. prosince 2015.

## Obvinění
V dubnu 2021 obvinil vojenský soud Burkiny Faso Compaorého v nepřítomnosti z vraždy jeho přímého předchůdce Thomase Sankary v roce 1987. 11. října 2021 proti němu započal další proces, v němž byl obviněn z útoku na bezpečnost státu, ukrývání mrtvoly a spoluúčasti na vraždě. V dubnu 2022 byl shledán vinným a odsouzen na doživotí.

## Mezinárodní a domácí role
V roce 1993 vedl delegaci Burkiny Faso na první mezinárodní konferenci o rozvoji Afriky v Tokiu.

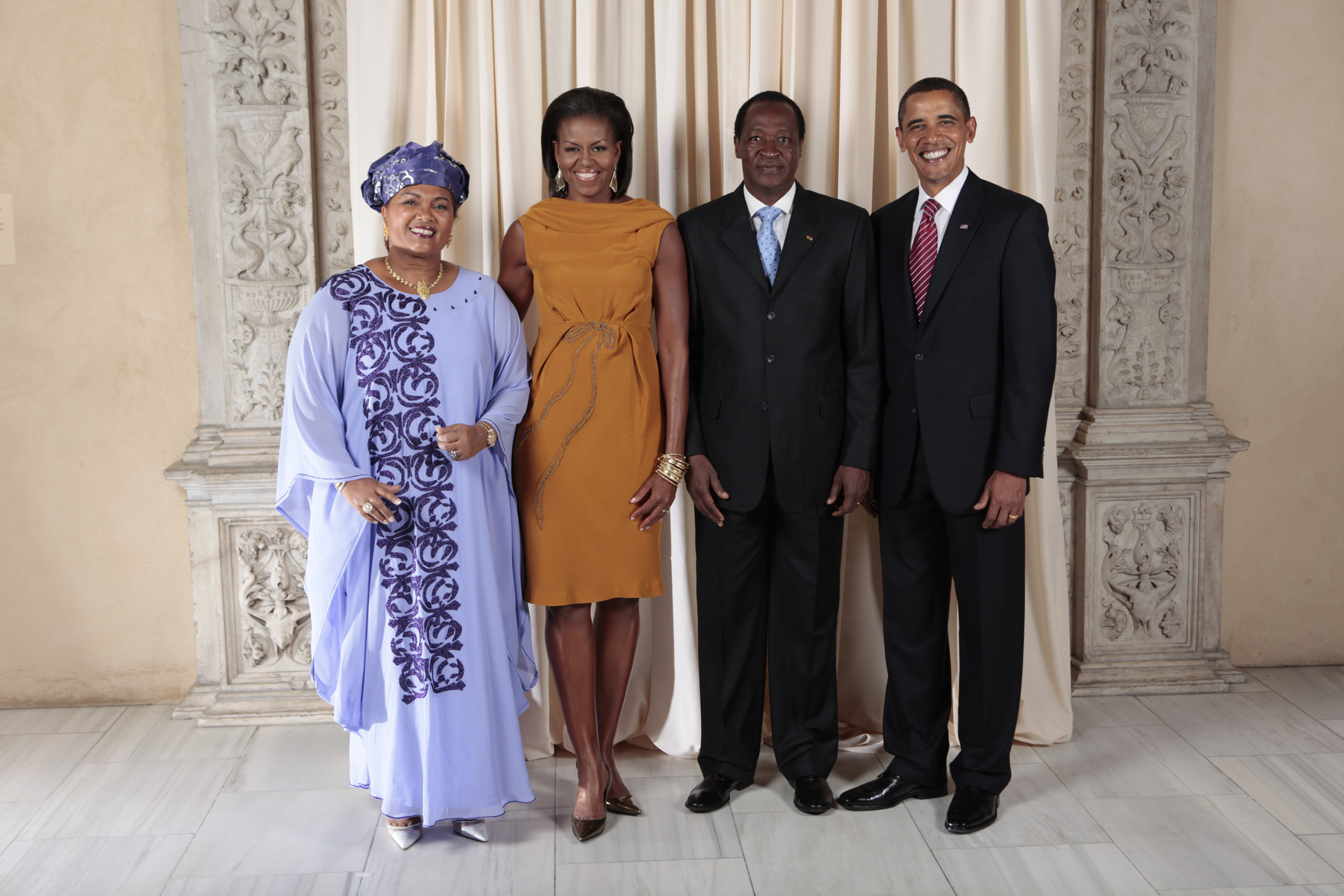
Compaoré s americkým prezidentem Barackem Obamou

Compaoré byl aktivní jako prostředník v několika otázkách regionálních sporů. 26. července 2006 byl jmenován prostředníkem togolského dialogu, který se konal v srpnu 2006 v Ouagadougou a jehož výsledkem byla dohoda mezi vládou a opozičními stranami.
Působil také jako prostředník v krizi v Pobřeží slonoviny a zprostředkoval mírovou dohodu, kterou 4. března 2007 v Ouagadougou podepsali prezident Pobřeží slonoviny Laurent Gbagbo a vůdce opozičních sil Guillaume Soro. Během březnu 2012 působil jako prostředník při rozhovorech mezi zástupci malijského státního převratu a dalšími regionálními vůdci, s nimiž vedl rozhovory o mírovém řešení konfliktu.
BBC v roce 2014 poznamenala, že Compaoré je „nejsilnějším spojencem Francie a Spojených států v regionu“ a že „navzdory své vlastní historii podpory povstalců a rozdmýchávání občanských válek v západoafrickém sousedství ... důležitější je, že využívá svých kontaktů k tomu, aby pomohl západním mocnostem bojujícím proti islamistickým bojům v Sahelu“.
Působil v mezinárodním poradním výboru Mezinárodního mnohostranného partnerství proti kybernetickým hrozbám (IMPACT).

## Vyznamenání
- Guinea –  velkokříž Národního řádu za zásluhy
- Tchaj-Wan –  velkostuha Řádu jasného nefritu (červenec 1994)[37]
- Mali –  velkokříž Národního řádu Mali, (srpen 2013)[38]